# Senigallia
Senigallia – miejscowość i gmina we Włoszech, w regionie Marche, w prowincji Ankona. Według danych na styczeń 2010 gminę zamieszkiwały 44 673 osoby przy gęstości zaludnienia 385,9 osób/km².
W miejscowości tej urodził się Giovanni Maria Mastai Ferretti, późniejszy papież Pius IX.

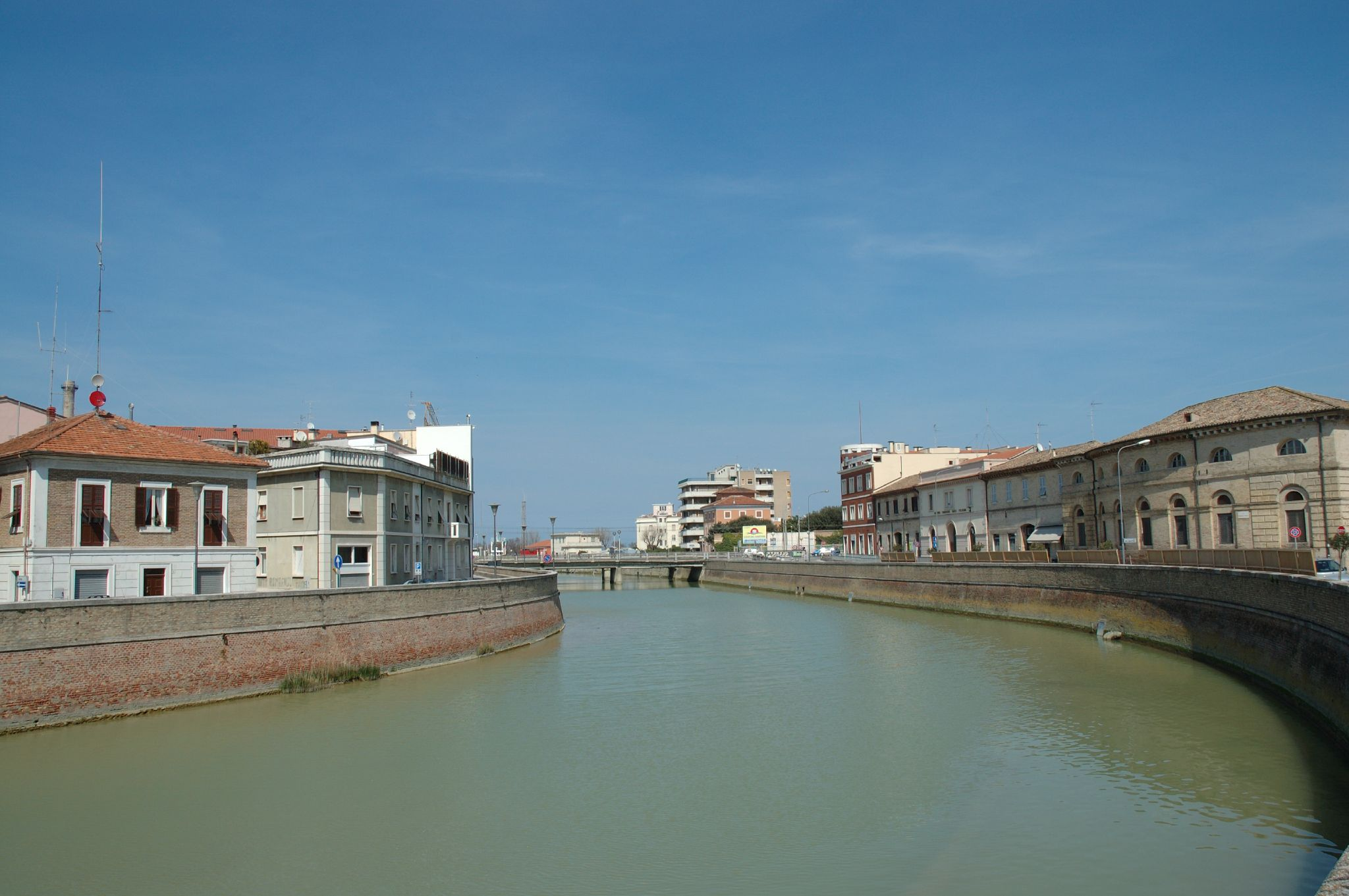
Rzeka Misa w Senigalli

## Położenie
Senigallia położona jest nad rzeką Misa w miejscu jej ujścia do Adriatyku, ok. 24 km na północny zachód od Ancony.

## Historia

### Czasy antyczne
Senigallia została założona w III w. p.n.e. przez celtyckie plemię Senonów. W 295 r. p.n.e. po bitwie pod Sentinum Senigallia została przejęta przez Rzymian stając się stolicą Ager Gallicus. W 207 r. p.n.e. miasto było punktem wyjścia dla Legionów Rzymskich idących na spotkanie wojskom kartagińskim pod wodzą młodszego brata Hannibala – Hazdrubala Barkasa – podążającego na pomoc Kartagińczykom oblegającym Rzym. Wojska kartagińskie poniosły dotkliwą klęskę w bitwie nad rzeką Metaurus przegrywając tym samym II wojnę punicką.

### Imperium Bizantyjskie i średniowiecze
W czasach najazdów Longobardów na Półwysep Apeniński, Senigallia weszła w skład Egzarchatu Rawenny, państwa utworzonego w 584 roku przez bizantyjskiego cesarza Maurycjusza i wraz z Anconą, Fanum Fortunae (Fano), Pisaurum (Pesaro) e Ariminum (Rimini) utworzyła Pentapoli Bizantina. W średniowieczu Senigallia przechodzi pod wpływy papiestwa. Zostaje utworzona diecezja i biskupstwo. Na ten czas przypada największy rozkwit ekonomiczny Senigalli. W XIII w czasie wojny Państwa Kościelnego z Cesarstwem Rzymskim zostaje zdobyta przez wojska Manfreda Sycylijskiego i niemal całkowicie zburzona. Do upadku Senigalli doprowadziło też zaniedbanie solanek, które pozostawione same sobie doprowadziły do powstania bagien solnych i zatrucia powietrza.

### Miasta partnerskie
- Chester
- Lörrach
- Sens